# Roberto Moreno Salazar
Roberto Moreno Salazar, né le 3 avril 1970, est un arbitre panaméen de football, qui est international depuis 1996.

## Carrière
Il a officié dans des compétitions majeures : 
- Gold Cup 2002 (1 match)
- Gold Cup 2003 (1 match)
- Gold Cup 2005 (2 matchs)
- Gold Cup 2007 (2 matchs)
- JO 2008 (1 match)
- Gold Cup 2009 (2 matchs)
- Gold Cup 2011 (3 matchs)